# Bruno Cortez
Bruno Cortês Barbosa, conocido como Bruno Cortez (Río de Janeiro, 11 de marzo de 1987), es un futbolista brasileño que se desempeña de lateral izquierdo en Grêmio del Campeonato Brasileño de Serie A.
En 2011, jugó para la selección de fútbol de Brasil.

## Estadísticas

### Clubes
| Al-Shahaniya Catar |               |     |   |    |     |   |    |    |   |     |     |   |    |
| 2007 | 5             | 0   | 0 | –  | –   | – | –  | –  | – | 5   | 0   | 0 |    |
| Total | 5             | 0   | 0 | 0  | 0   | 0 | 0  | 0  | 0 | 5   | 0   | 0 |    |
| Castelo Branco · Brasil |               |     |   |    |     |   |    |    |   |     |     |   |    |
| 2008 | 18            | 0   | 0 | –  | –   | – | –  | –  | – | 18  | 0   | 0 |    |
| Total | 18            | 0   | 0 | 0  | 0   | 0 | 0  | 0  | 0 | 18  | 0   | 0 |    |
| Quissamã F. C. · Brasil |               |     |   |    |     |   |    |    |   |     |     |   |    |
| 2009-10 | 11            | 0   | 0 | –  | –   | – | –  | –  | – | 11  | 0   | 0 |    |
| Total | 11            | 0   | 0 | 0  | 0   | 0 | 0  | 0  | 0 | 11  | 0   | 0 |    |
| Nova Iguaçu F. C. · Brasil |               |     |   |    |     |   |    |    |   |     |     |   |    |
| 2011 | 14            | 0   | 0 | –  | –   | – | –  | –  | – | 14  | 0   | 0 |    |
| Total | 14            | 0   | 0 | 0  | 0   | 0 | 0  | 0  | 0 | 14  | 0   | 0 |    |
| Botafogo · Brasil |               |     |   |    |     |   |    |    |   |     |     |   |    |
| 2011 | 28            | 0   | 1 | 16 | 0   | 0 | 2  | 0  | 0 | 46  | 0   | 1 |    |
| Total | 28            | 0   | 1 | 16 | 0   | 0 | 2  | 0  | 0 | 46  | 0   | 1 |    |
| São Paulo F. C. · Brasil |               |     |   |    |     |   |    |    |   |     |     |   |    |
| 2012 | 35            | 1   | 3 | 29 | 1   | 0 | 10 | 0  | 2 | 74  | 2   | 5 |    |
| 2013 | –             | –   | – | 11 | 0   | 0 | 6  | 0  | 0 | 17  | 0   | 0 |    |
| Total | 35            | 1   | 3 | 40 | 1   | 0 | 16 | 0  | 2 | 91  | 2   | 5 |    |
| S. L. Benfica Portugal |               |     |   |    |     |   |    |    |   |     |     |   |    |
| 2013-14 | 6             | 0   | 0 | 1  | 0   | 0 | –  | –  | – | 7   | 0   | 0 |    |
| Total | 6             | 0   | 0 | 1  | 0   | 0 | 0  | 0  | 0 | 7   | 0   | 0 |    |
| Criciúma E. C. · Brasil |               |     |   |    |     |   |    |    |   |     |     |   |    |
| 2014 | 21            | 0   | 0 | –  | –   | – | –  | –  | – | 21  | 0   | 0 |    |
| Total | 21            | 0   | 0 | 0  | 0   | 0 | 0  | 0  | 0 | 21  | 0   | 0 |    |
| Albirex Niigata Japón |               |     |   |    |     |   |    |    |   |     |     |   |    |
| 2015 | 26            | 0   | 0 | 7  | 0   | 0 | –  | –  | – | 33  | 0   | 0 |    |
| 2016 | 27            | 1   | 3 | 6  | 0   | 1 | –  | –  | – | 33  | 1   | 4 |    |
| Total | 53            | 1   | 3 | 13 | 0   | 1 | 0  | 0  | 0 | 66  | 1   | 4 |    |
| Grêmio · Brasil |               |     |   |    |     |   |    |    |   |     |     |   |    |
| 2017 | 24            | 1   | 0 | 6  | 0   | 1 | 10 | 0  | 0 | 40  | 1   | 1 |    |
| 2018 | 26            | 0   | 0 | 13 | 0   | 0 | 14 | 0  | 3 | 53  | 0   | 3 |    |
| 2019 | 21            | 1   | 2 | 13 | 0   | 0 | 12 | 0  | 0 | 46  | 1   | 2 |    |
| 2020 | 0             | 0   | 0 | 7  | 0   | 1 | 0  | 0  | 0 | 7   | 0   | 1 |    |
| Total | 71            | 2   | 2 | 39 | 0   | 2 | 36 | 0  | 3 | 146 | 2   | 7 |    |
| Total carrera | Total carrera | 262 | 4 | 9  | 109 | 1 | 3  | 54 | 0 | 5   | 425 | 5 | 17 |
| (1) Incluye datos de Copa de Brasil, Copa de Portugal, Copa del Emperador, Campeonato Gaúcho y Recopa Gaúcha. (2) Incluye datos de Copa Sudamericana, Copa Libertadores, Recopa Sudamericana y Mundial de Clubes. |               |     |   |    |     |   |    |    |   |     |     |   |    |

### Selección
| Selección | Temporada | Amistoso | Amistoso | Amistoso | Total | Total | Total  |
| Selección | Temporada | Part.    | Goles    | Asist.   | Part. | Goles | Asist. |
| --------- | --------- | -------- | -------- | -------- | ----- | ----- | ------ |
| Brasil    | 2011      | 1        | 0        | 0        | 1     | 0     | 0      |
| Total     | Total     | 1        | 0        | 0        | 1     | 0     | 0      |

### Resumen
| Competición                | Partidos | Goles | Asistencias | Promedio |
| -------------------------- | -------- | ----- | ----------- | -------- |
| Liga                       | 262      | 4     | 9           | 0,01     |
| Copas nacionales/estatales | 109      | 1     | 3           | 0,01     |
| Copas internacionales      | 54       | 0     | 5           | 0,00     |
| Selección                  | 1        | 0     | 0           | 0,00     |
| Total                      | 426      | 5     | 17          | 0,01     |